# Stuben (Gemeinde Klösterle)

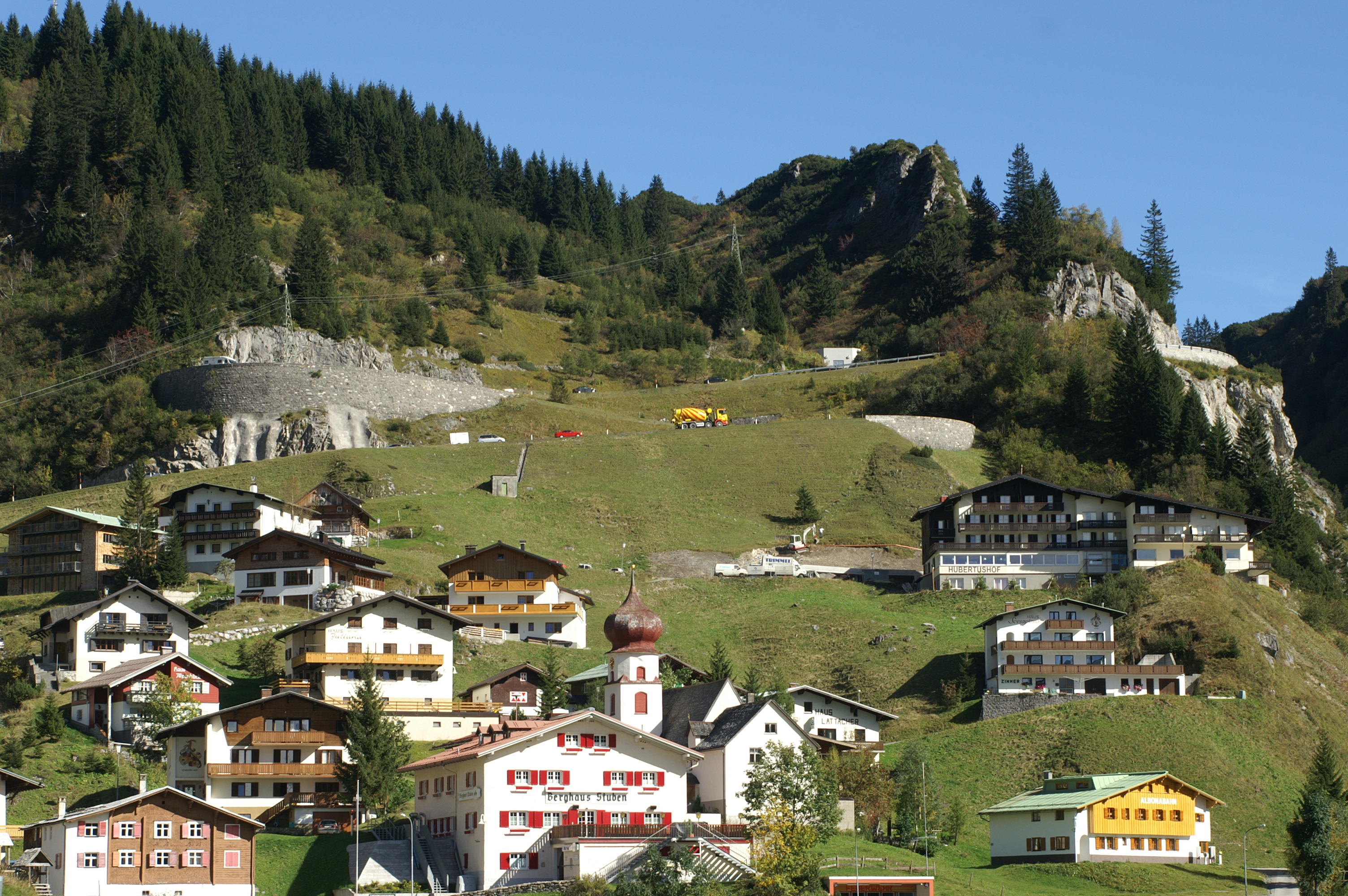
Stuben im Sommer

Stuben am Arlberg ist ein auf 1410 m ü. A. gelegener Wintersportort an der Westrampe der Arlbergstraße im österreichischen Bundesland Vorarlberg. Der Ort mit circa 88 Einwohnern gehört zur Gemeinde Klösterle und liegt am östlichen Ende des Klostertals am Fuße des Arlbergs.
Bei Stuben fließen der Stubenbach und der Rauzbach (Alpe Rauz) zusammen und durch den Ort und fließen vereinigt als Alfenz, dem 26 km langen Hauptfluss im Klostertal, weiter.

## Geschichte

### Wortherleitung
Aus dem Jahr 1330 stammt die erstmalige Erwähnung von Stuben, als Poststation, „des Kaisers höchste Stuben“. Der Name Stuben stammt nach Überlieferungen von der Bezeichnung „Wärmestube“ ab – Stuben war letzter Ort für Rast und Einkehr vor der Arlberg-Passhöhe und in den langen Wintern die letzte Wärmestube für die Reisenden, Säumer und Fuhrleute.

### Entwicklung
Auf dem Reichstag zu Ulm im Jahr 1218 wurde von Hugo I. von Montfort den Johannitern in Klösterle das Gebiet um Stuben zugewiesen, um dort für die Reisenden über den Arlbergpass Unterkünfte zu bauen und zu betreiben. Diese Stuben sollen dann im Bereich der heutigen Kapelle vor dem heutigen Ort auf einer leichten Anhöhe errichtet worden sein.
Ab etwa dem 14. Jahrhundert während der Herrschaft der Werdenberger wurde der Verkehr und Warentransport über den Arlbergpass maßgeblich stärker und es wurden die Wege verbessert und ausgebaut. Wesentliches Transportgut war das aus dem Salzkammergut und Hall im Tirol stammende Salz und das aus dem Thurgau stammende Leinen (Konstanzer Leinen – Bistum Konstanz). Für Stuben bedeutete das höhere Verkehrsaufkommen einen wirtschaftlichen Aufschwung (siehe auch Bruderschaft St. Christoph und die Gründung des Hospiz St. Christoph am Arlberg durch Heinrich Findelkind im Jahr 1386).
1542 wurde vom Vogt der Herrschaft Sonnenberg und Bludenz, Markus Sittikus von Hohenems, ein Ordnungsbrief erlassen. Darin ist die Vorgangsweisen bei der Wegerhaltung beschrieben, insbesondere das Schnee-Brechen bei tiefem Schnee. Stuben wurde 1666 zur Pfarrei erhoben.

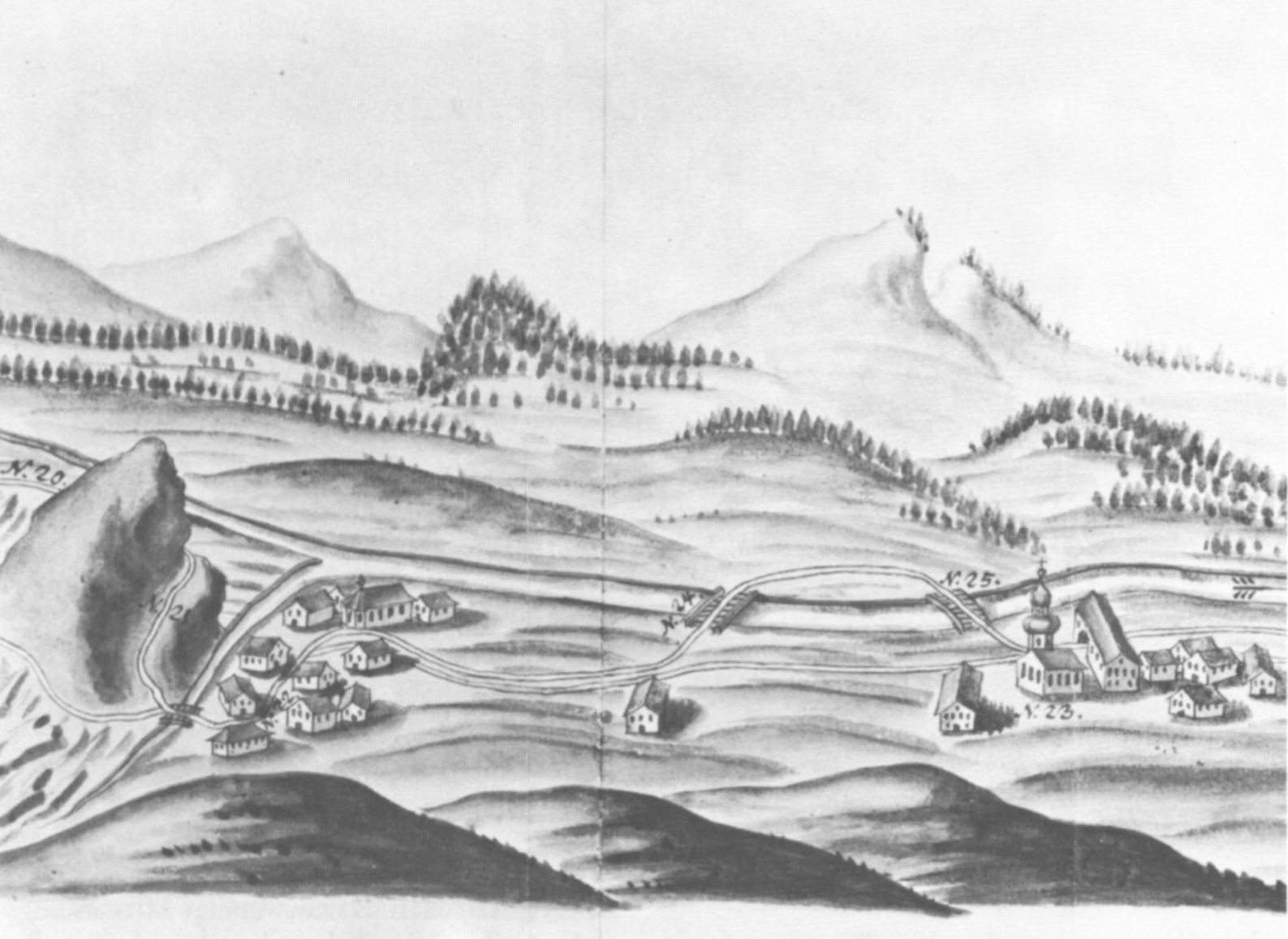
Projekt des Ausbaus der Arlbergstraße 1733.

Durch die Verlagerung von Verkehrsströmen, z. B. auf den Fernpass gingen die wirtschaftlichen Verdienstmöglichkeiten in Stuben im Zusammenhang mit der Tätigkeit als Säumer und Fuhrwerker im Laufe der Jahrzehnte zurück und erst der Bau der Arlbergpassstraße brachte wieder einen neuen Aufschwung. 1760 wurde unter der Regierung von Maria Theresia der Weg über den Arlbergpass wieder verbessert und instand gesetzt und unter der Regierung von Joseph II. teilweise neu angelegt (1782 bis 1784, die Eröffnung der neuen Straße fand am 27. Dezember 1785 statt, die Arlbergpassstraße wurde auch Josephinische Straße genannt). Die rasche Entwicklung der Vorarlberger und Ostschweizer Textilindustrie und des Postverkehres brachte für Stuben ebenfalls einen kurzen wirtschaftlichen Aufschwung, welcher durch den regen Bau von Eisenbahnen in ganz Europa jedoch rasch wieder abflachte, weil dadurch der Transport über den Arlbergpass aufwendiger wurde. Mit Eröffnung der Arlbergbahn von Langen nach St. Anton im Jahr 1884 wurde es um die Poststation Stuben noch ruhiger.
Erst der Wintersport zu Beginn des 20. Jahrhunderts und der motorisierte Individualverkehr nach dem Zweiten Weltkrieg brachte wieder neuen Aufschwung in den Ort. Der Bau der Arlbergschnellstraße und des Arlberg Straßentunnels brachten eine verkehrstechnische Beruhigung, deren wirtschaftlichen Nachteile jedoch vom erstarkenden Fremdenverkehr aufgefangen wurde.

### Bekannte Personen aus Stuben
Stuben ist der Geburtsort des
- Skipioniers und Gründers der ersten Skischule am Arlberg, Hannes Schneider und der
- Skirennläufer Emil Walch und Wilhelm „Willi“ Walch.

Der Skirennläufer Karl Fahrner ist 1996 in Stuben verstorben.

### Film / Kino
Stuben war mehrfach Drehort verschiedener Filmteams. Unter anderem wurden die Winter- und Skiszenen des Kinofilms Der große Sprung teilweise hier gedreht, ebenso Berge in Flammen von Luis Trenker.

## Geografie, Wetter
Stuben (1409 m ü. A.) ist das erste größere Dorf unterhalb des Arlbergpasses (1793 m ü. A.) auf der Vorarlberger Seite.
Stuben ist, mit der Alpe Rauz einer der höchstgelegenen Schiorte Österreichs und der Ostalpen. Stuben gilt auch als eines der schneereichsten Gebiete in Vorarlberg.
Durch das Dorf bläst der Heiterer, ein lokaler Wetterwind, aus dem Osten.

## Wirtschaft

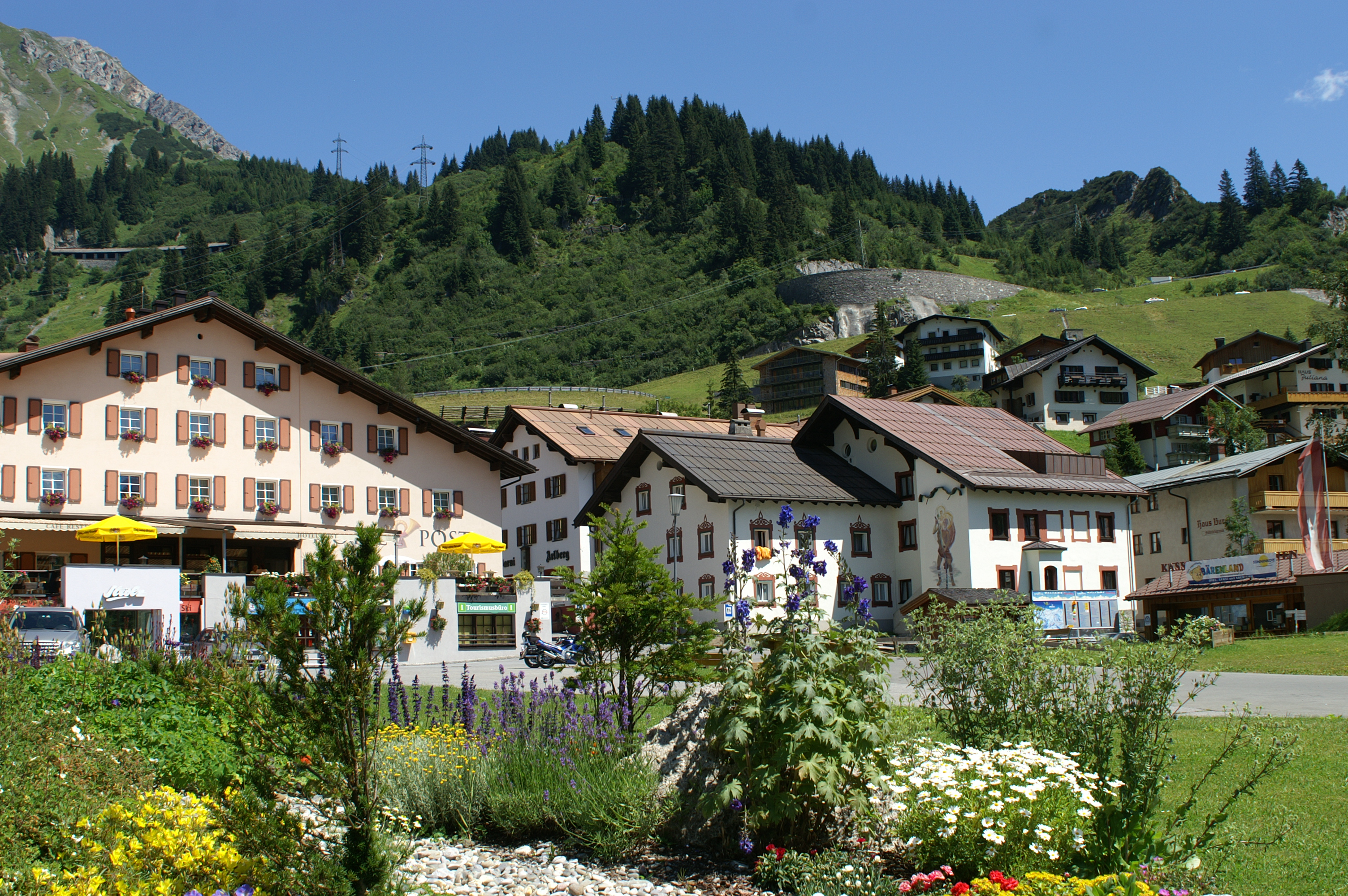
Hotels in Stuben.

### Tourismus
Zu Beginn des 20. Jahrhunderts begann sich Stuben zu einem Anziehungspunkt der Skipioniere aus der Bodenseeregion zu entwickeln (z. B. Viktor Sohm, der Lehrer von Hannes Schneider wurde). Fridtjof Nansen, der dazu beigetragen hat, das Skilaufen in Europa populär zu machen, soll Stuben vor dem Ersten Weltkrieg besucht haben. Diese Anfänge des Skisports in Stuben wurde jedoch durch den Ersten Weltkrieg eingebremst.
Stuben ist heute überwiegend ein Tourismusort im Zentrum der Arlbergregion und befindet sich direkt am Skigebiet Ski Arlberg.
Von Stuben führt seit 1956 eine Sesselbahn in zwei Sektionen auf die südlich des Orts gelegene Albona (2400 m ü. A.), einem Skiberg in der Verwallgruppe, der für seine Möglichkeiten zum Freeriden im Pulverschnee abseits der Pisten bekannt ist und eines der Markenzeichen der Skiregion Arlberg darstellt. Das Skigebiet um die Albona ist Teil des Liftverbundes Ski Arlberg.
Auf der Alpe Rauz führt die Valfagehrbahn (6-er Sesselbahn) auf den Pfannenkopf und die Ulmer Hütte.
Liste der Anlagen in Stuben am Arlberg:
| Name           | Baujahr   | System     | Höhe ü.A. Talstation [Meter] | Höhe ü.A. Bergstation [Meter] | Strecken- länge [Meter] | Beförderungs- kapazität [Pers./Stunde] | Betrieb Winter | Betrieb Sommer |
| -------------- | --------- | ---------- | ---------------------------- | ----------------------------- | ----------------------- | -------------------------------------- | -------------- | -------------- |
| Albonabahn I   | 1983      | 2-CLF      | 1.408                        | 1.902                         | 1.354                   | 1.440                                  | W              | 0              |
| Albonabahn II  | 2016      | 10-MGD     | 1.642                        | 2.320                         | 2.191                   | 2.000                                  | W              | 0              |
| Albonagratbahn | 1985      | 2-CLF      | 2.085                        | 2.394                         | 954                     | 1.440                                  | W              | 0              |
| Angerlift      | 1982      | Stricklift | 1.408                        | 1.453                         | 222                     | 513                                    | W              | 0              |
| Flexenbahn     | 2016      | 10-MGD     | 1.665                        | 2.227                         | 1.740                   | 2.400                                  | W              | 0              |
| Rauzlift       | 2016      | 2-SL       | —                            | —                             | —                       | —                                      | W              | 0              |
| Valfagehrbahn  | 2005      | 6-CLD/B    | 1.664                        | 2.281                         | 2.188                   | 2.600                                  | W              | 0              |
| Walchlift      | 1956/1973 | 2-SL       | 1.408                        | 1.532                         | 436                     | 1.123                                  | W              | 0              |

Die Abkürzungen in der Spalte „System“ sind unter Luftseilbahn erläutert.
Letzte 2 Spalten:
W = Winterbetrieb / S = Sommerbetrieb; jeweils grün unterlegt
0 = kein Sommerbetrieb, rot hinterlegt
Verbindungsbahn zwischen Stuben am Arlberg und Zürs
Zur Saison 2016/17 wurde die Pendelbahn am Trittkopf durch zwei moderne Einseilumlaufbahnen ersetzt. Gleichzeitig wurde eine Verbindung zwischen den bisher getrennten Teilskigebieten Ski Arlberg Ost und -West realisiert. Es wurden zwei Talstationen, jeweils in Zürs, nahe der Übungshangbahn, und in Alpe Rauz, nahe der Valfagehrbahn, errichtet. Von diesen beiden Talstationen erreicht man nun die Mittelstation Ochsenboden auf etwa 2200 m ü. A., welche etwa mittig zwischen diesen beiden Talstationen liegt. Von der Mittelstation führt eine weitere Bahn (Trittkopfbahn II), die mit der Trittkopfbahn I ab Zürs gekoppelt ist, zur Bergstation auf etwa 2400 m ü. A. Während des Neubaus der Trittkopfbahn wurde auch eine neue Albonabahn II ab der Talstation in Alpe Rauz errichtet, welche die bestehende Albonabahn II oberhalb von Stuben ersetzen soll. Ebenfalls zu diesem Projekt zählte der Neubau der Übungshangbahn in Zürs, welcher bereits im Vorjahr abgeschlossen wurde. Der fixgeklemmte 2er-Sessellift wurde abgebaut und durch eine kuppelbare, kindersichere 6er-Sesselbahn ersetzt.

### Infrastruktur
Die Gasthöfe zur Beherbergung der Reisenden dominieren seit Jahrhunderten das Erscheinungsbild von Stuben. Bereits unter Maximilian I. war ein Post-Schnellkurs über den Arlberg kurzfristig für militärische Zwecke eingerichtet worden. Regelmäßige Postkurse wurden erst nach den Napoleonischen Kriegen eingerichtet und es wurde in Stuben eine wichtige Poststation eingerichtet.
Auf der Alpe Rauz wurde in den 1930er Jahren ein neuer Bauhof für den Winterdienst an der Arlbergpassstraße und später der Flexenstraße eingerichtet.
Stuben gehört zum Dekanat der römisch-katholischen Diözese Feldkirch Bludenz-Sonnenberg (siehe: Liste der Pfarren im Dekanat Bludenz-Sonnenberg). Die gotische Pfarrkirche Stuben am Arlberg wurde 1507 geweiht. Die Fresken im barocken Langhaus malte Anton Jehly (1900).
Seit 1680 ist ein Schulzimmer in Stuben nachweisbar und Mitte des 18. Jahrhunderts wurde an die Kirche ein Schulgebäude angebaut.

### Verkehr, Straßenverbindung
Die Verbindung über Stuben, die Alpe Rauz, Arlbergpass nach St. Anton am Arlberg war im Laufe der letzten Jahrtausende je nach politischer und wirtschaftlicher Lage stärker und schwächer frequentiert (Altstraße, wobei etwa im 14. Jahrhundert ein etwas besserer Fuhrweg bestanden haben soll).
Die Bundesstraße B 197 (seit 2002 Landesstraße B 197) Langen am Arlberg – St. Anton am Arlberg wird heute an Stuben vorbeigeführt (Umfahrung). Die Arlbergstrasse (B 197) ab Stuben hat nur bei Lawinengefahr zeitweise Wintersperre.
Die Flexenstraße mit der Flexengalerie (Lechtalstraße zwischen der Alpe Rauz und Zürs) ist von Stuben aus gut sichtbar. Derzeit wird oberhalb von Stuben die Trassierung der Straße geändert und teilweise neu angelegt. Das Straßenstück ab der letzten Kehre (Posteck) wird aufgelassen. Die Alternativroute wird künftig von der letzten Kehre in fünf neuen Kehren Richtung Nordosten zur Flexengalerie führen.

### Jagd
Auf den um Stuben gelegenen Alpen sind Jagden eingerichtet, jedoch mit geringer Wilddichte (vor allem Gams- und Steinwild).

### Landwirtschaft und Alpwirtschaft
Die früher sehr bedeutende Landwirtschaft und Alpwirtschaft hat heute nur noch nebenrangige Bedeutung.

## Wandern
Der Nordalpenweg (Österreichischer Weitwanderweg 01) führt teilweise über das Gemeindegebiet von Stuben (Ulmer Hütte). Die Ulmer Hütte ist auch ein Stützpunkt des Lechtaler Höhenweges und vom Parkplatz der Alpe Rauz in etwa 2 Stunden erreichbar (oder schneller mit der Valfagehrbahn).
Die 1928 erbaute Kaltenberghütte liegt oberhalb Stuben auf der Bludenzer Alpe.

## Bergsturz
Am 2. April 2019 kam es zu einem 20 m³ Fels aus 1.900 Meter Seehöhe umfassenden Bergsturz, der im Wesentlichen keine Schäden verursachte.